# St. Katharina von Siena (Köln)

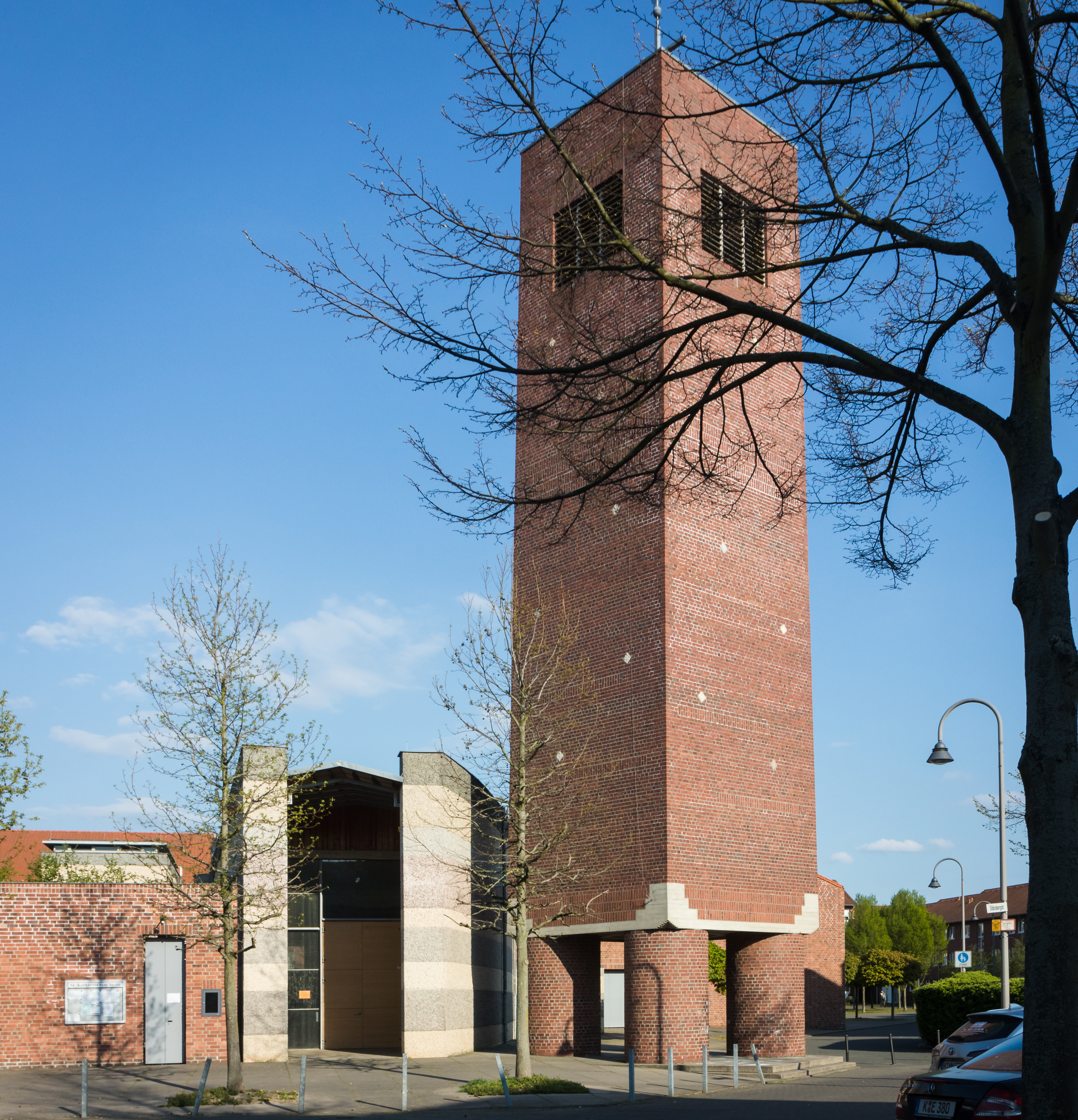
Turm und Westeingang (2020)

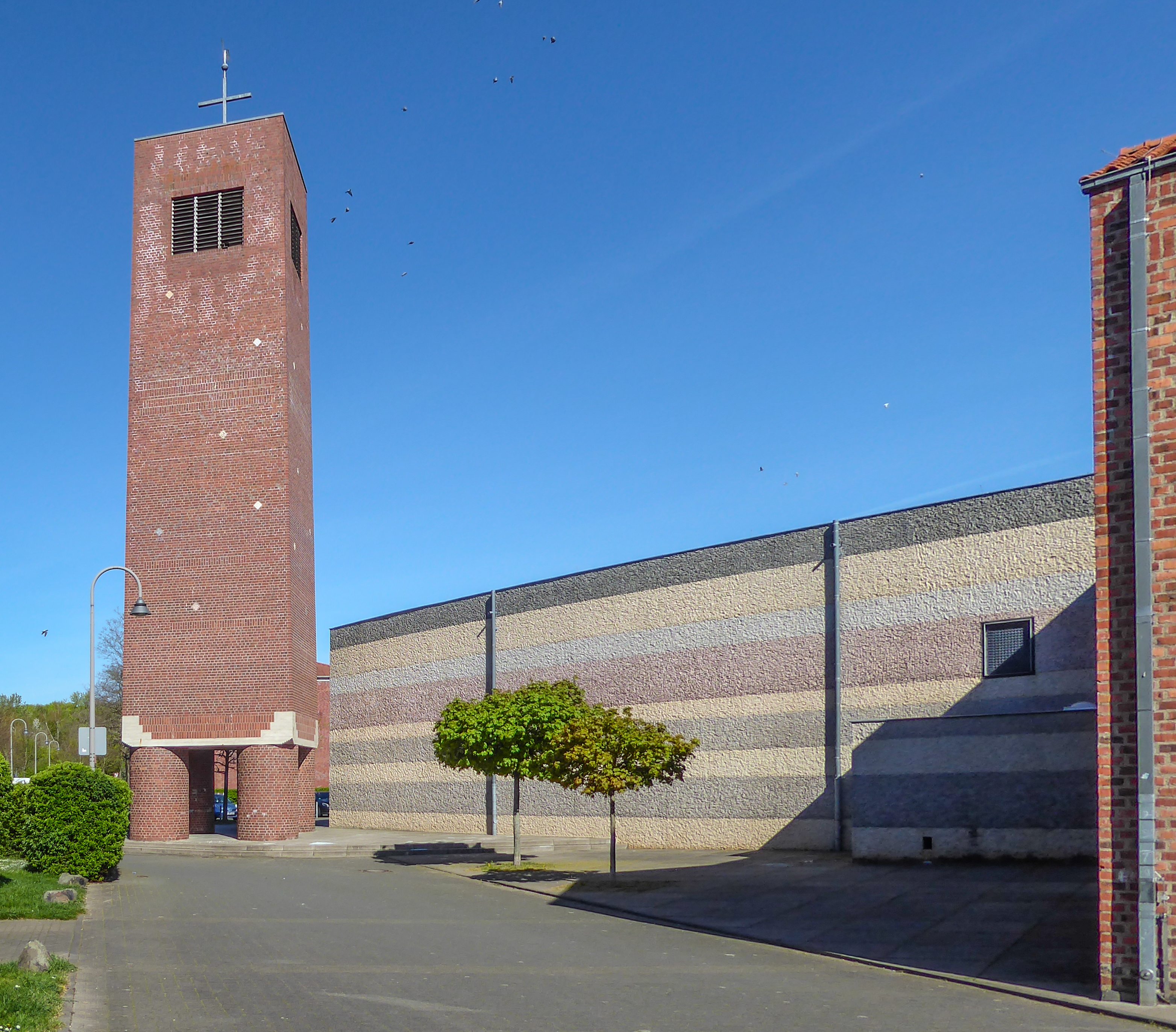
Seitenansicht – der helle Beton der Kirche schiebt sich in das Pfarrzentrum (2020)

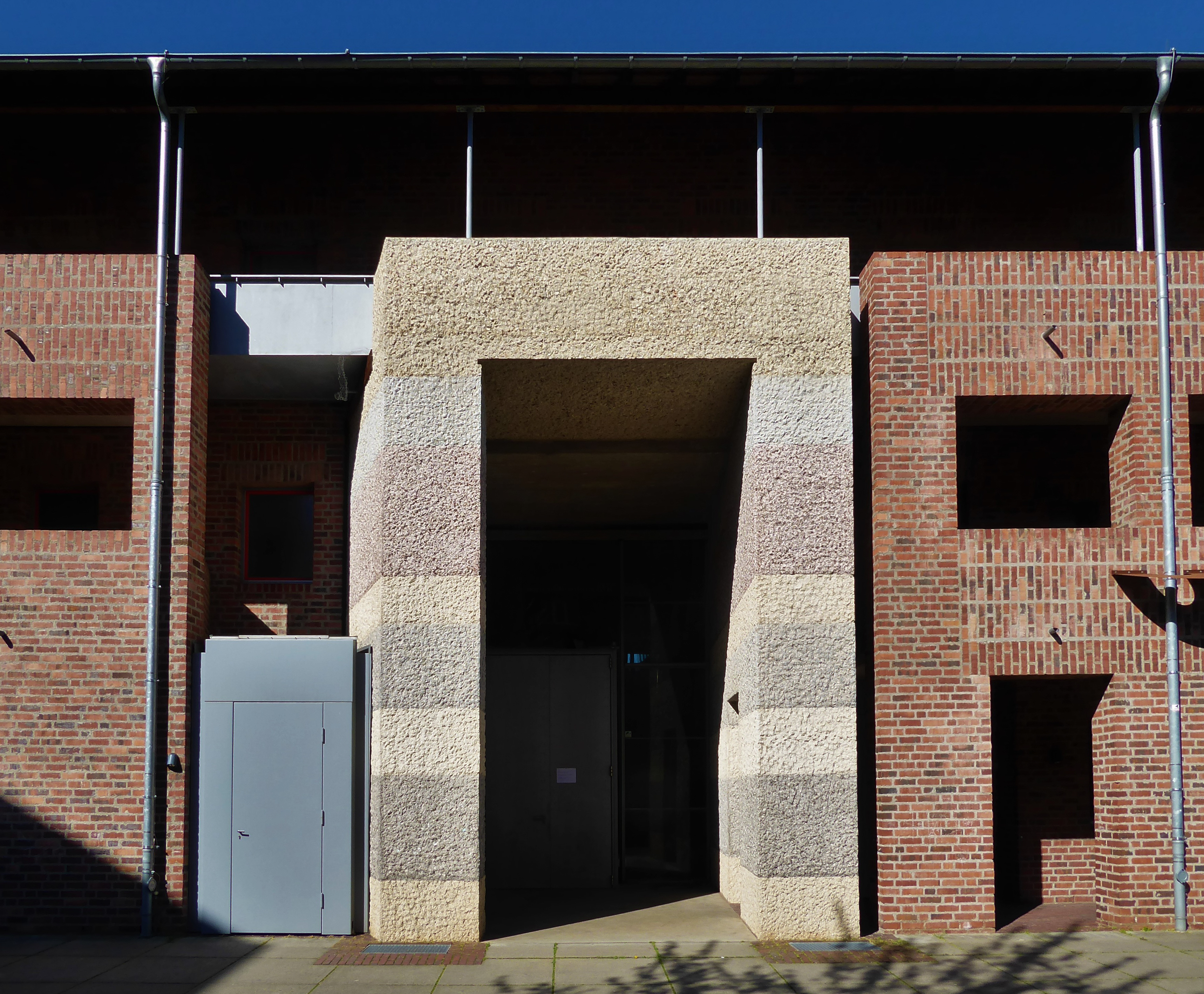
Osteingang, austretend aus den Backsteinbauten des Pfarrzentrums (2020)

St. Katharina von Siena ist eine katholische Filialkirche im Kölner Stadtteil Blumenberg, die in den Jahren 2001 bis 2003 nach Plänen des Architekten Heinz Bienefeld von seinem Sohn Nikolaus Bienefeld erbaut und am dritten Adventssonntag 2003 geweiht wurde. Die Kirche steht unter dem Patrozinium von Katharina von Siena und ist der bislang jüngste katholische Kirchenbau in Köln (Stand 2020).

## Vorgeschichte und Bau
Für Blumenberg, einen der jüngsten Kölner Stadtteile, plante die Mutterpfarrei St. Marien in Fühlingen eine Filialkirche – als Teil eines Pfarrzentrums mit Kindergarten, Pfarrbüro, Pfarrsaal, Dienst- und Mietwohnungen. Aus einem Architekturwettbewerb ging bereits 1992 ein Entwurf von Heinz Bienefeld hervor, der jedoch 1995 starb, so dass die Planungen ins Stocken gerieten. Die weitere Planung übernahm dann sein Sohn Nikolaus Bienefeld, so dass im Dezember 2001 der Grundstein gelegt und die Kirche am 14. Dezember 2003 durch Kardinal Joachim Meisner geweiht werden konnte.
2006 erhielt der Gesamtkomplex eine Anerkennung im Rahmen des Kölner Architekturpreises.

## Baubeschreibung
Die Kirche besteht aus einem langgezogenen, an einer Seite leicht „gebauchten“ Baukörper aus zwei 1,20 m dicken Wandschalen, der Assoziationen an einen Schiffsrumpf weckt. Dieser Baukörper bildet einerseits eine Seite der Gesamtanlage, schiebt sich aber auch in einen Teil der Bauten des Pfarrzentrums so hinein, dass sie diese auf einer Seite wieder „durchstößt“ und zum Teil mit ihnen verschmilzt.
Während das gesamte Pfarrzentrum aus unregelmäßig gebrannten Backsteinen gebaut ist, hebt sich die Kirche durch hellen, in verschiedenen Naturtönen gestreiften Beton ab, dessen zugeschlagene Natursteine aufgemeißelt wurden, damit deren Farben klarer wirken können. Die Eingänge befinden sich auf beiden Schmalseiten zwischen den Wandschalen und führen über einige Treppen etwa anderthalb Meter unterhalb der Straßenebene in den Kirchenraum.
Dieser ist quer zur innenliegenden Wandschale aufgebaut, so dass die Gemeinde sich in einem langgezogenen Bogen um den Altar Richtung Innenseite der Gesamtanlage gruppiert. Hinter dem Altar markiert eine halbrunde Nische (Exedra) den Altarbereich. Die Decke ist aus glattem Beton, und zentral über Altar und Gemeinde öffnet sich ein quadratischer Lichtschacht, der nach oben mit einem flachen Pyramidendach abschließt. Die langgezogenen Wandschalen sind fast ohne Öffnung, eine Ausnahme bildet ein quadratisches Fenster neben dem Altar, in der Tiefe der Mauer von einer siebenfach abgestuften Laibung umfasst wird. Außerdem gibt es an der Rückwand ein Fenster über dem Eingang zum Beichtraum.
Am Osteingang führt eine Treppe in eine Krypta hinunter, deren Ausmaße etwas den Grundriss der Kirche verlassen und die von vier Säulen gestützt wird. Sie dient gleichzeitig als Taufort.

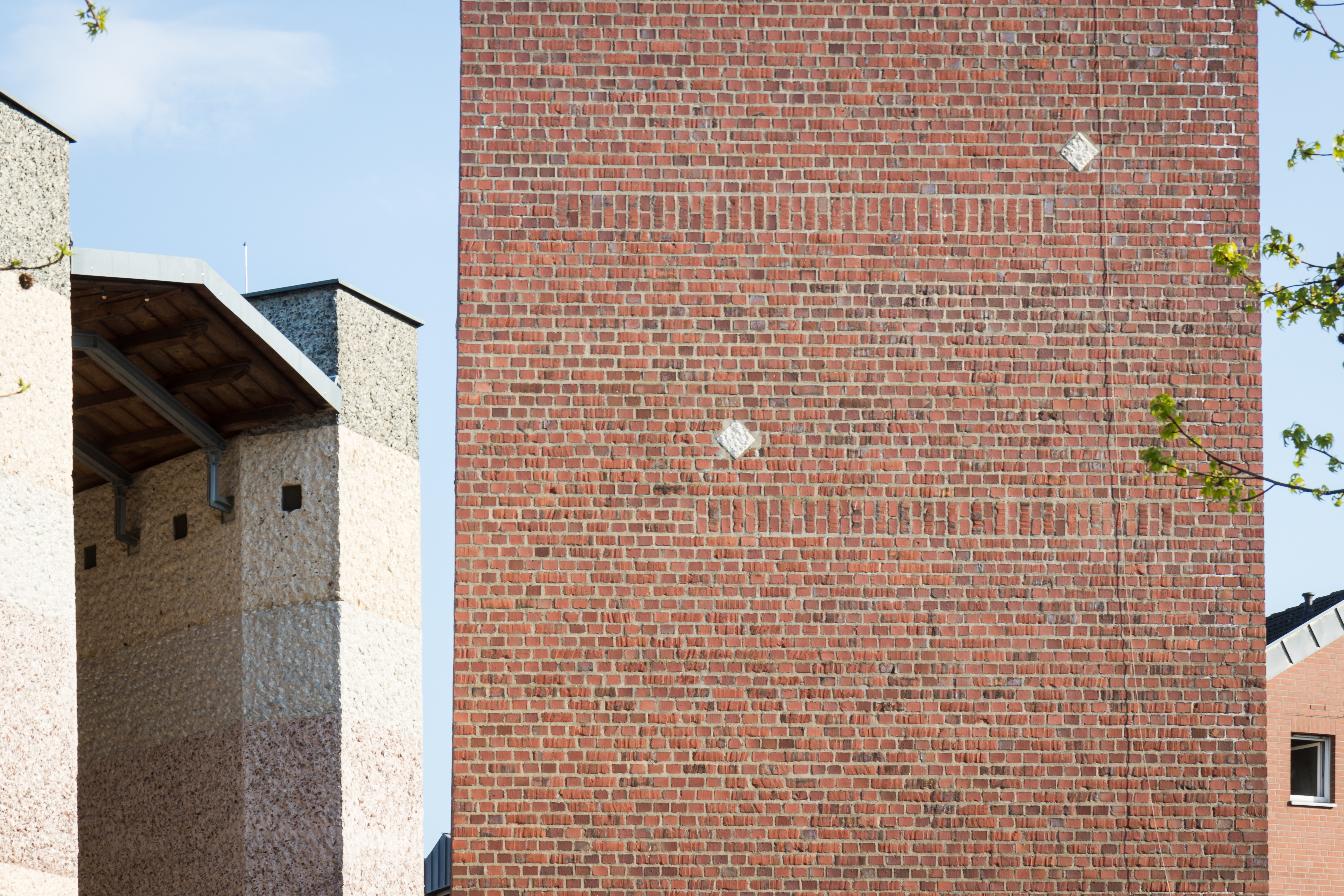
In der Fassade des Glockenturms finden sich kleine Beton-Trapeze analog zur Kirchenfassade. (2020)

Separat vom Kirchengebäude ist diesem ein hoher Glockenturm auf quadratischer Grundfläche beigestellt, der – deutlich abgewinkelt – auf vier kreisrunden Säulen ruht. Dieser ist wie das gesamte Pfarrzentrum in Backstein gemauert. Eine visuelle Beziehung zum Kirchengebäude wird durch kleine Betontrapeze in der gleichen Technik wie bei der Kirchenfassade hergestellt.

## Ausstattung
Die beiden Fenster der Kirche, das quadratische Dreifaltigkeitsfenster sowie ein Fenster zum Thema Sünde und Erlösung, wurden von Dieter Hartmann in abstrakter Komposition gestaltet. Beim Dreifaltigkeitsfenster ist als Motiv ein abstrahiertes Auge Gottes zu erkennen.
Die Entwürfe für Altar, Ambo und Tabernakel stammen von Nikolaus Bienefeld – wobei insbesondere das Tabernakel ins Auge fällt, dessen Kern von einem Geflecht von Moniereisenmatten umgeben ist, die einen Hinweis auf das Baumaterial der Kirche geben.

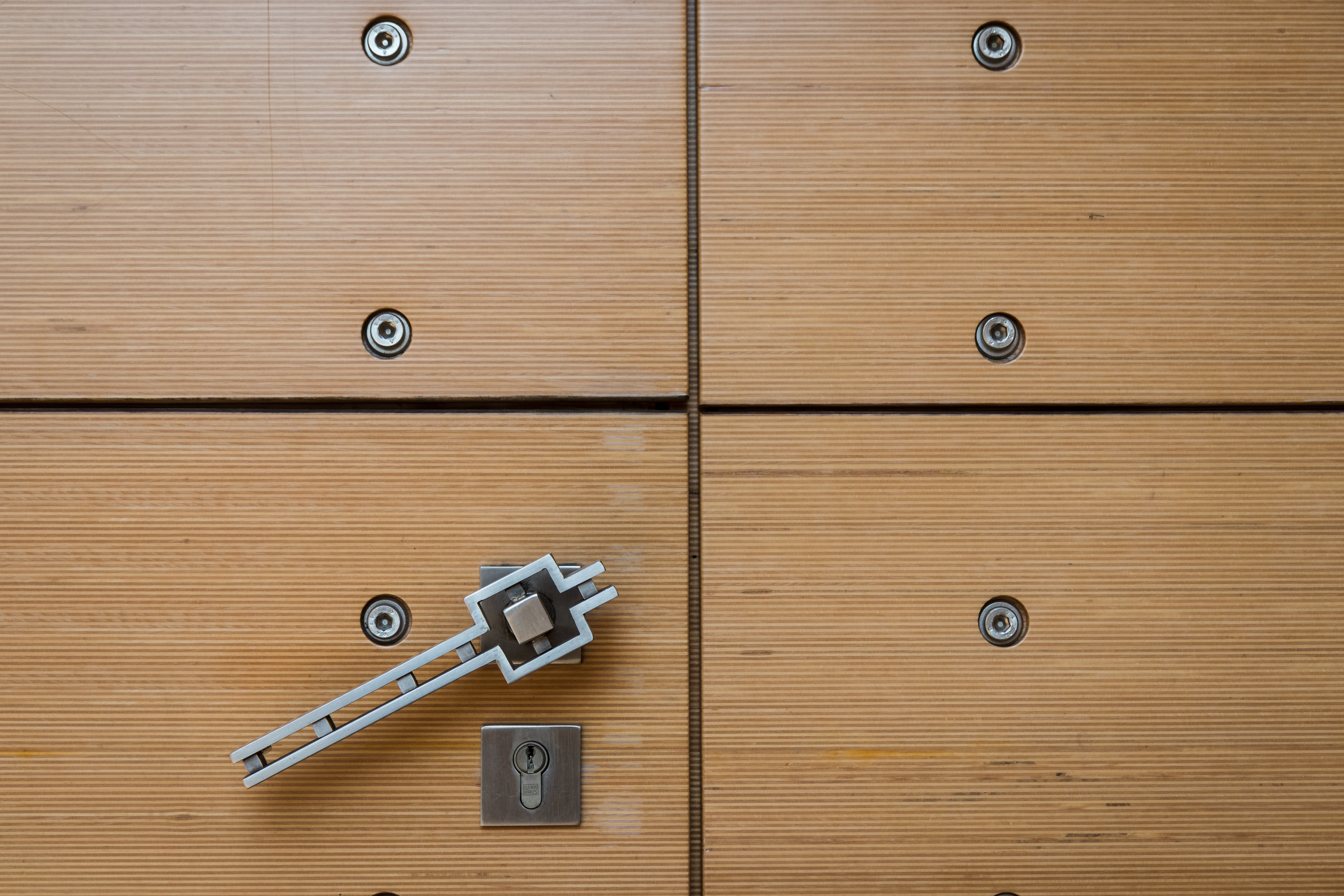
Türklinke (2020)

Eine Statue der Katharina von Siena am Westeingang wurde von der Künstlerin Elisabeth Perger aus Kerpen geschaffen.
Auf dem Treppenabsatz zum Osteingang ist der Ort für eine zweimanualige Orgel mit 14 Registern, die von einem schlichten Gehäuse aus schmalen, quer angebrachten Holzlatten umgeben ist. Sie wurde im Jahr 2004 von Josef Weimbs angefertigt.
Im Turm hängt eine Glocke aus der Glockengießerei der Firma Petit und Edelbrock (Gescher). Sie erklingt im Schlagton h° und wurde im Jahre 2003 gegossen.